# Gra Rueb

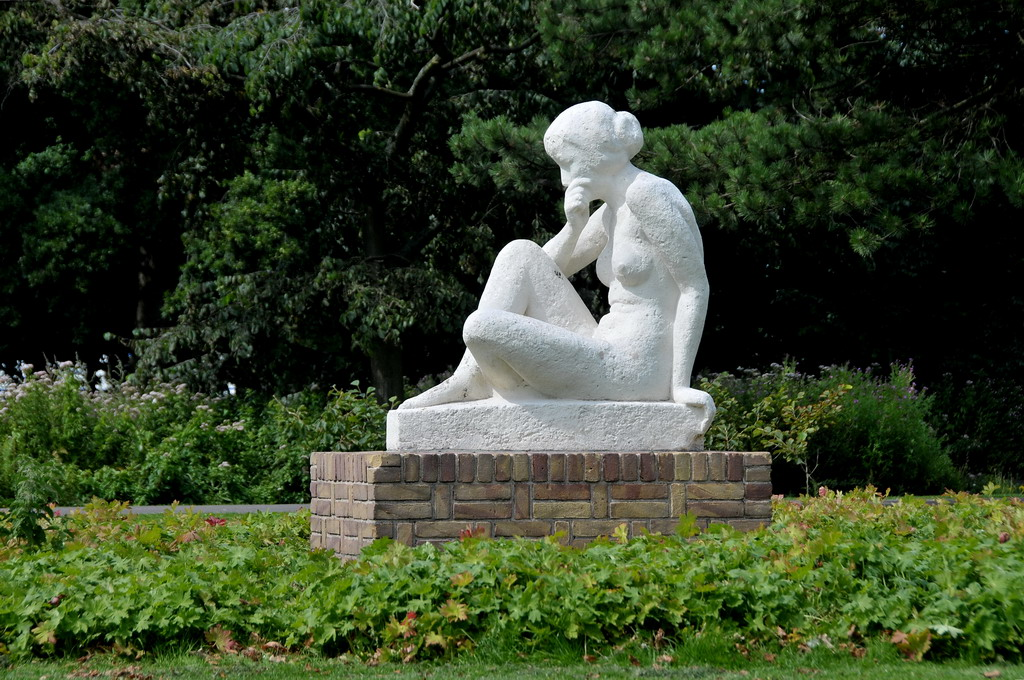
Vrouw (1941), Beeldenroute Zuiderpark Den Haag

Gerharda Johanna Wilhelmina ("Gra") Rueb (Breda, 4 september 1885 – Den Haag, 26 december 1972) was een Nederlands beeldhouwster en medailleur.

## Levensloop
Rueb werd geboren in Breda als dochter van Johann Gerhard Rueb (als directeur van de Machinefabriek Breda v/h Backer & Rueb een invloedrijk industrieel) en Johanna Pels Rijcken. Ze was al jong bezig met tekenen en boetseren en trok in 1911 naar Den Haag, waar ze lessen volgde bij Toon Dupuis. Later ging ze in Parijs in de leer bij de Franse beeldhouwer Émile-Antoine Bourdelle. Terug in Nederland vestigde ze zich in Den Haag.
Rueb werd een paar keer onderscheiden voor haar werk. Ze ontving een zilveren medaille tijdens de vierjaarlijkse tentoonstelling in Rotterdam (1917), een bronzen medaille op de jubileumtentoonstelling van het Stedelijk Museum Amsterdam (1923) en een bronzen medaille bij de Olympische tentoonstelling in Amsterdam (1928).

## Werk
Rueb maakte onder andere standbeelden, penningen en bustes. Ze ontwierp enkele keramieken beelden van dieren voor Goedewaagen.
Zij maakte voor de Olympische Zomerspelen 1928 voor het Olympisch Stadion het Van Tuyll-monument, dat in de jaren na de Tweede Wereldoorlog ter discussie kwam te staan. De door de afgebeelde sporter gebrachte Olympische groet werd, buiten bedoelingen van de kunstenares om, steeds meer gezien als weergave van de fascistische groet/Hitlergroet. Het leidde ertoe dat er vanaf augustus 2020 gekeken werd of het beeld verplaatst moet worden en voorzien moet worden van een toelichting. Het beeld werd uiteindelijk in maart 2022 verwijderd.
Na het overlijden van Koningin-moeder Emma in 1934 maakte Rueb een plaquette die werd geplaatst in Assen. Het gipsen ontwerp werd uit de nalatenschap geschonken aan het Oranje-Nassau Museum (Geschiedkundige Vereniging Oranje-Nassau) en wordt tentoongesteld in Paleis Het Loo. In 2007 werd dit ontwerp gebruikt voor een penning die werd uitgegeven door Koninklijke Nederlandse Munt.
Het terracotta beeld Turfschipper (1926) aan het Stadserf in Breda, dat schipper Adriaen van Bergen van het Turfschip van Breda uitbeeldt, viel in 2004 ten prooi aan vandalisme, waarna het werd vervangen door een bronzen replica. Het beschadigde origineel bevindt zich in Breda's Museum. Tot Ruebs bekende en vaak bezochte werken behoort ook het beeld in Spaarndam (1950) van De held van Haarlem, het (fictieve) jongetje Hansje Brinker dat levens redde door zijn vinger te steken in een gat in de zeedijk en daarmee een dijkdoorbraak voorkwam.

## Werken (selectie)
- Buste Mr. Tydeman (1917), Kalverbos, Tiel
- Bustes koningin Wilhelmina en prins Hendrik (1919) in het stadhuis van Rotterdam
- Turfschipper (1926) in Breda.
- Monument H.C. Verbraak (1926), Molukkenpark (Taman Malaku) in Bandung, Indonesië.
- Monument Van Tuyll van Serooskerken (1928), Olympisch Stadion in Amsterdam
- Urnenmonument Victor Gerritsen & Aletta Jacobs (1930), Westerveld in Driehuis
- Plaquette J.G.W. Sieger, oprichter van de N.V. Amsterdamse Chininefabriek (ACF), ter gelegenheid van het 50-jarige bestaan van het bedrijf
- Plaquette Koningin-moeder Emma (1934), Emmastraat in Assen
- Reliëfs van dieren met spreuken (1939), Prinsessegracht aan de Dierentuinbrug in Den Haag
- Reliëfs met thema suiker, thee, rijst, en koffie (1939), Javabrug nabij de Koningskade in Den Haag
- Kat (1939), Beeldenroute Zuiderpark Den Haag
- Vrouw (1941), Johanna Naberweg, Den Haag
- Monument dr. H.J. Lovinck (1941), Apeldoornseweg/Sickeszplein, Arnhem
- Oorlogsmonument (1948), Koningin Julianalaan/Viveenpad in Voorschoten
- Hans Brinker (1950), bij de Woerdersluis in Spaarndam gem. Haarlem
- Buste Evert Cornelis (1956), Muziekcentrum Vredenburg, Utrecht
- Hert (1957), Johan de Wittlaan / Willem Lodewijklaan, Den Haag
- Zonder titel (1961) reliëf, Boelekade in Gouda
- Bronzen kop van Willem Jan Mari van Eysinga, Universiteit Leiden
- Buste Dr. P.H. Verspyck, Zuidwal, Den Haag

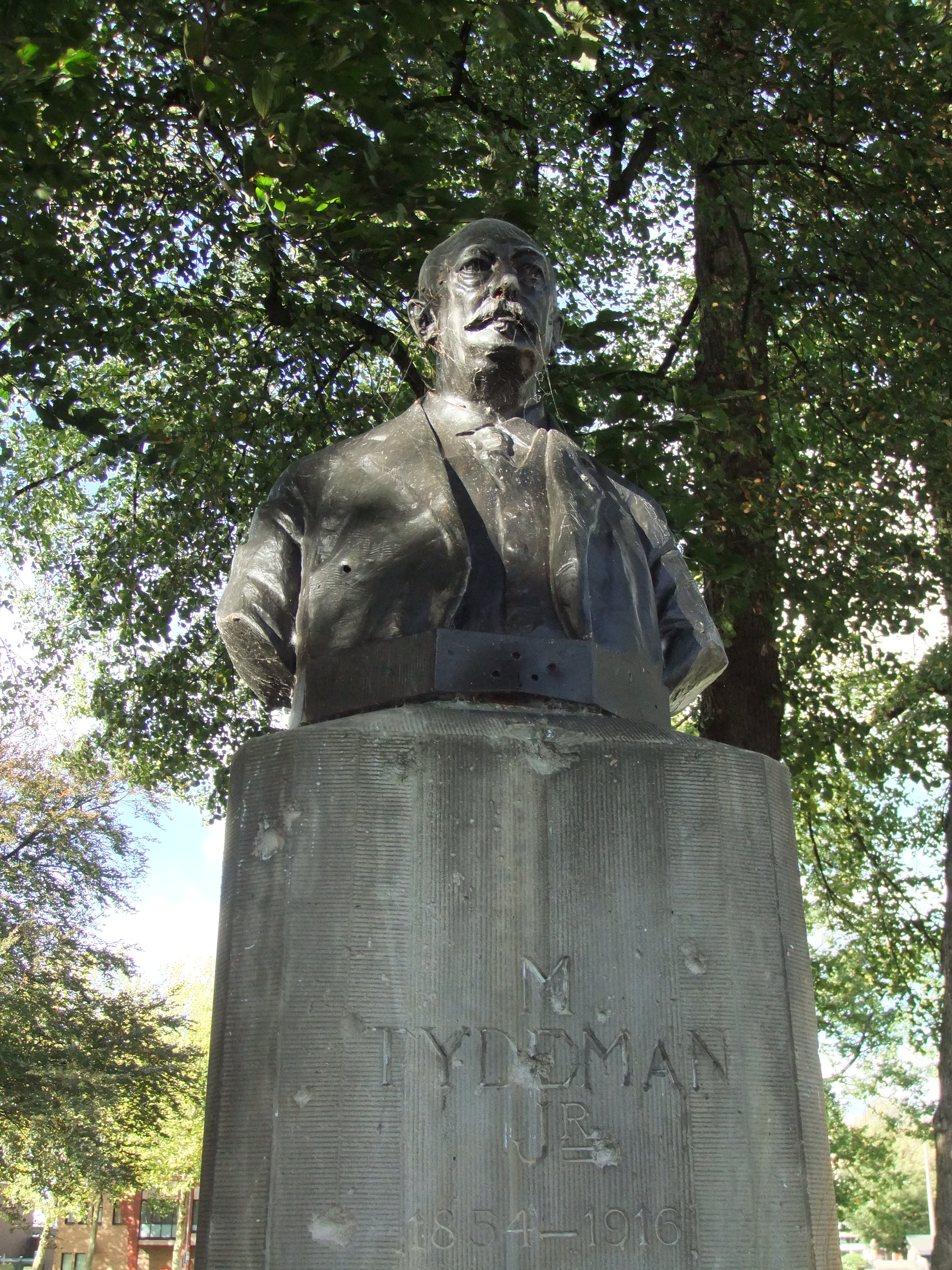
Buste van Mr. Tydeman in Tiel (1917)
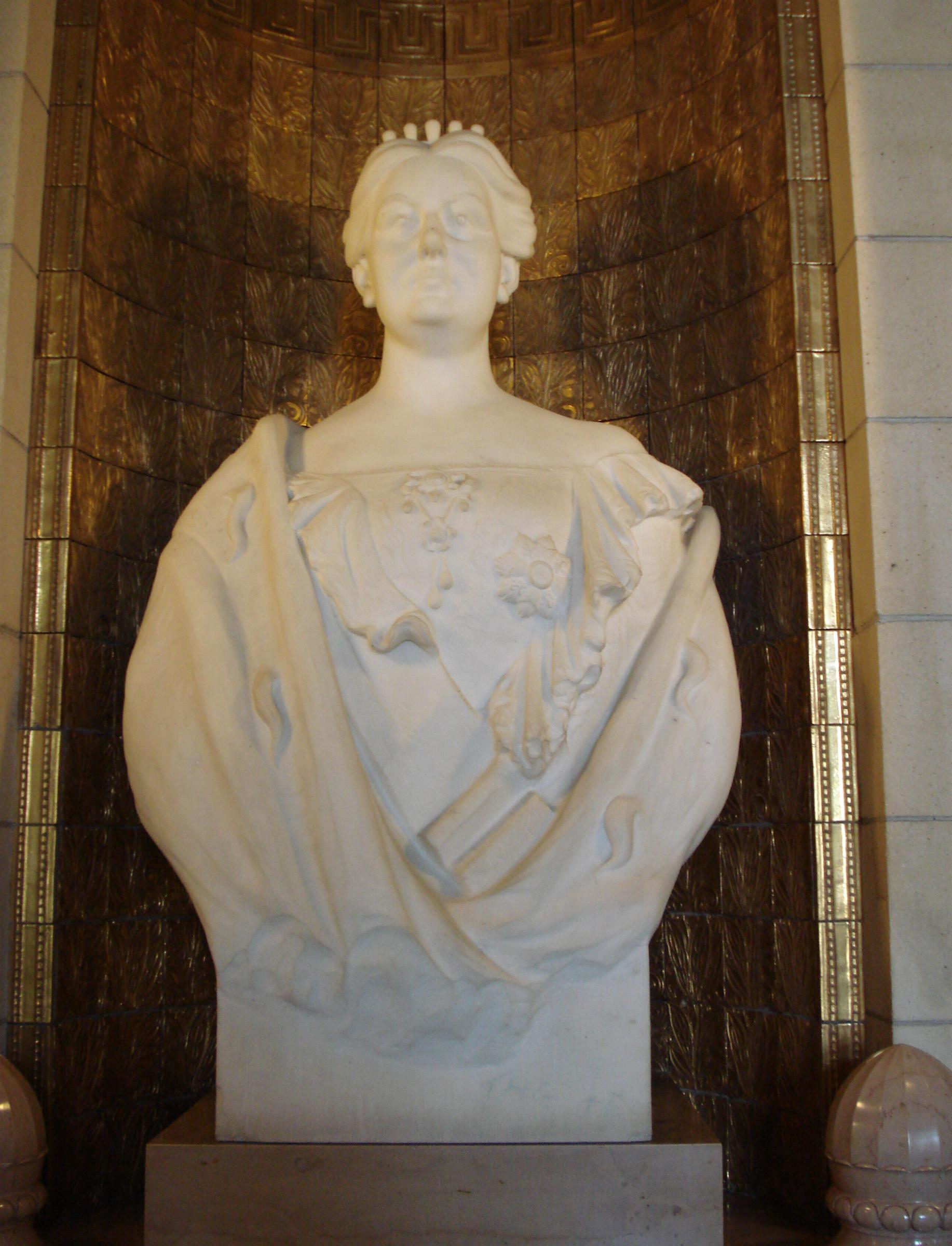
Buste koningin Wilhelmina, stadhuis van Rotterdam, 1919
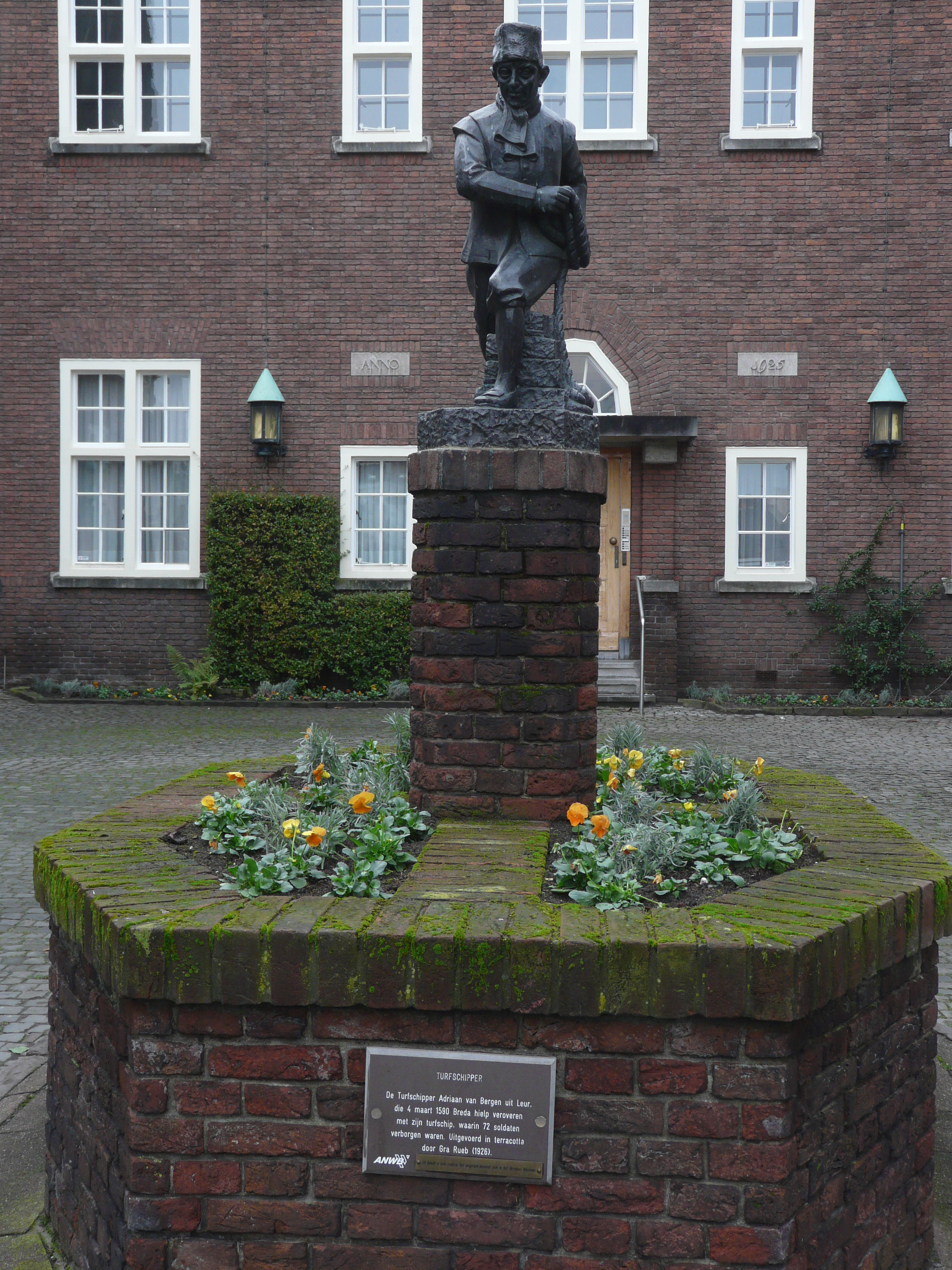
Turfschipper, Stadserf Breda (1926)
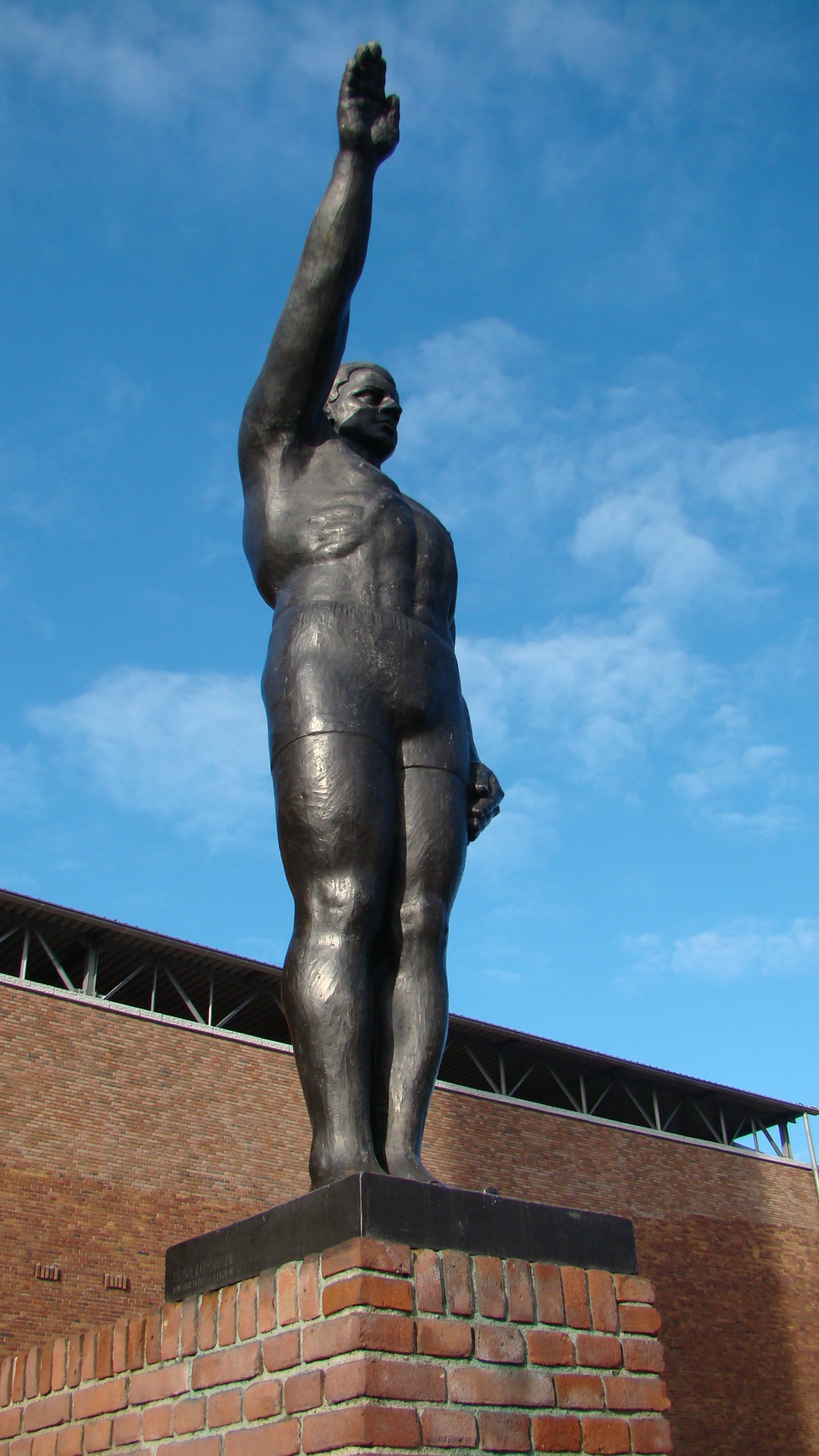
Van Tuyll-monument, Olympisch Stadion (Amsterdam) (1928)
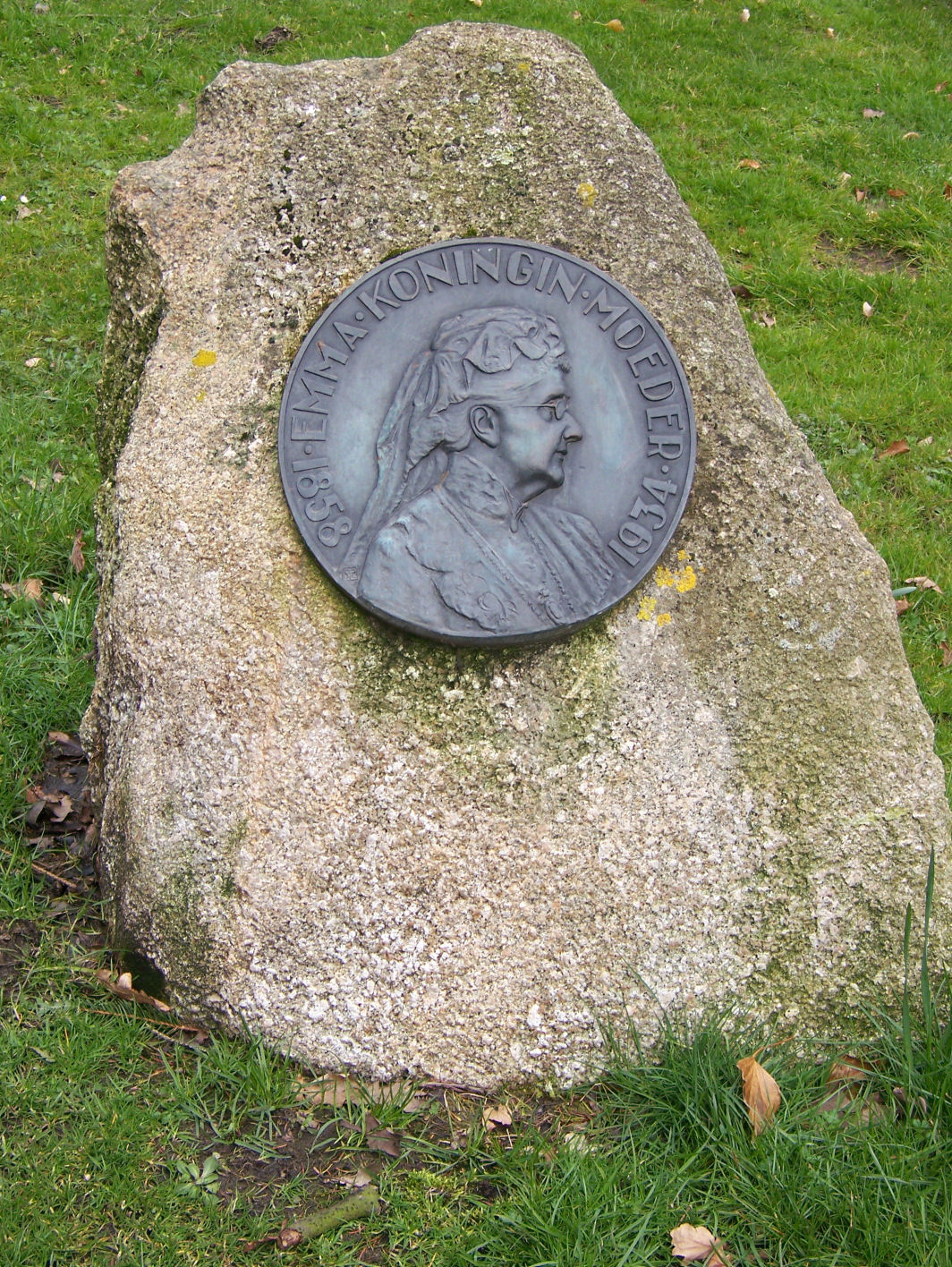
Plaquette Koningin-moeder Emma (1934)
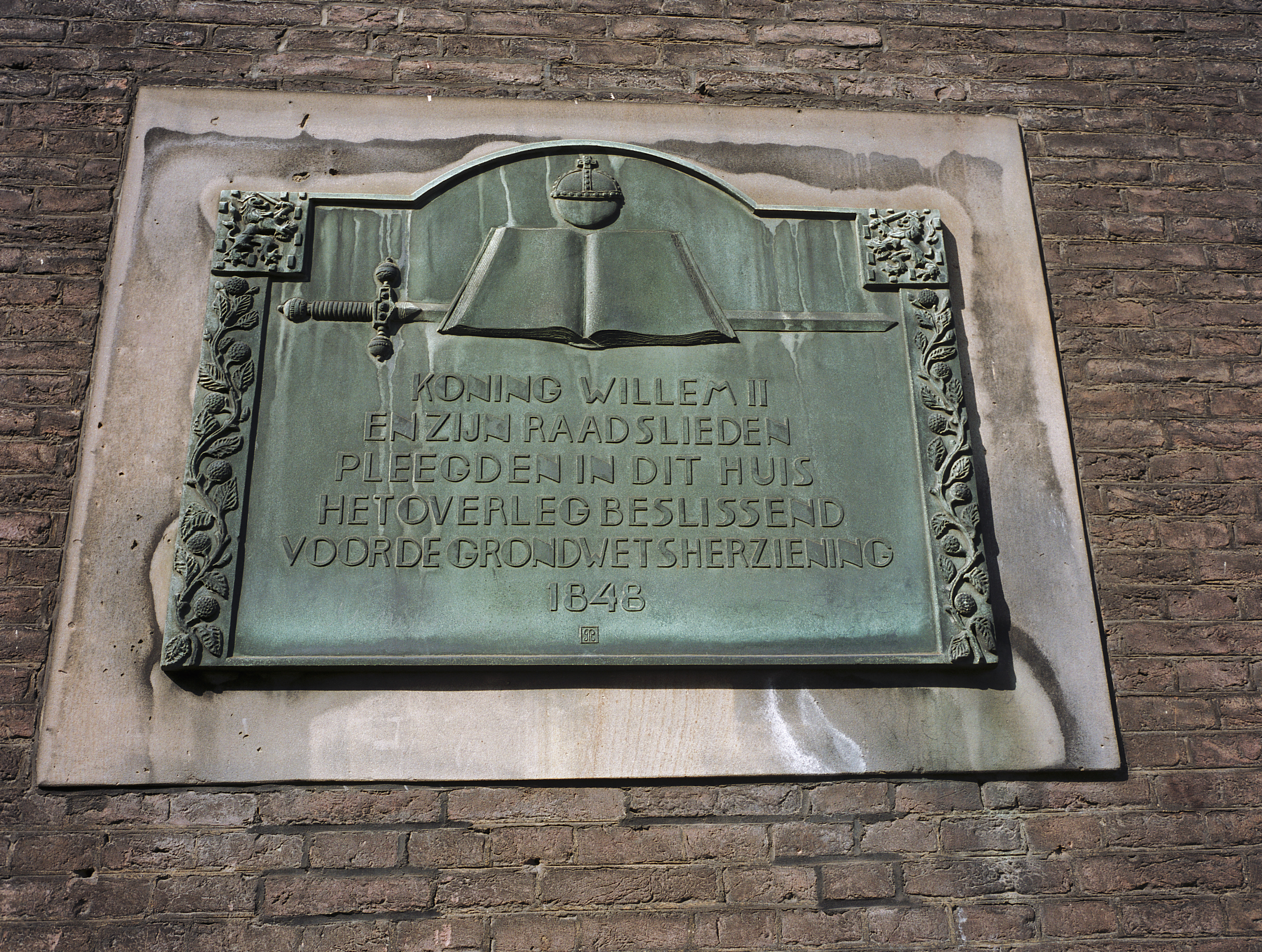
Plaquette 1848 in Den Haag (1948)
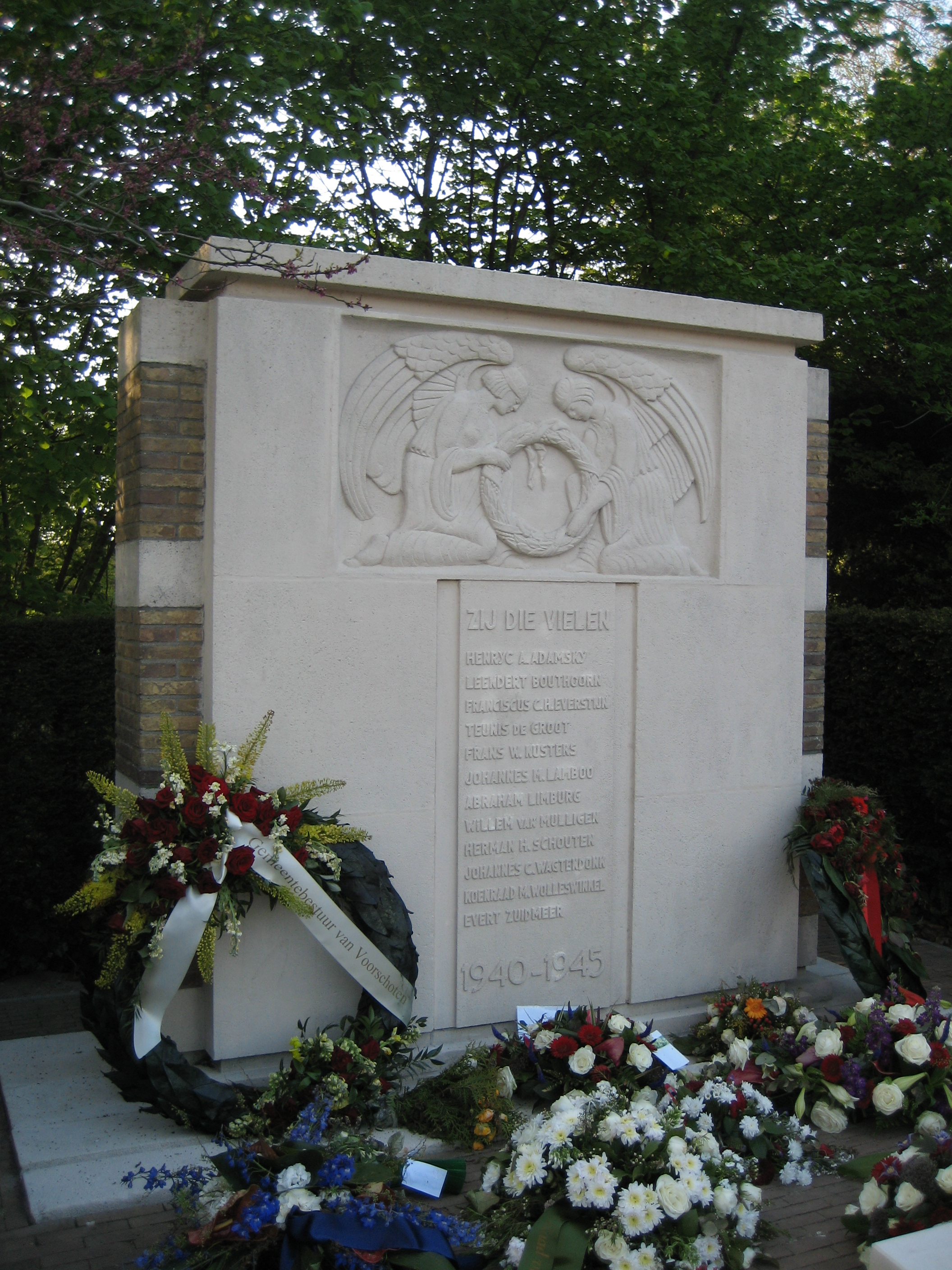
Oorlogsmonument Voorschoten (1948)
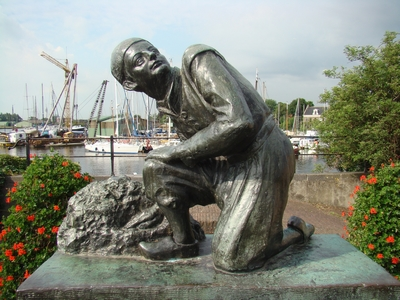
Hansje Brinker in Spaarndam (1950)